# StrongSwan
strongSwan是一个跨平台的IPsec开源项目，strongSwan项目的目标是通过X.509公钥证书来实现认证机制，以及在智能卡（通过PKCS#11接口）和TPM2.0上实现私钥和数字证书的可选存储。

## 外部連結
- strongSwan網站（页面存档备份，存于）